# Inogbong
Inogbong es un barrio rural del municipio filipino de primera categoría de Bataraza perteneciente a la provincia de Paragua en Mimaro, Región IV-B.
En 2007 Inogbong contaba con 2865 residentes.

## Geografía
Este barrio, continental, ocupa el extremo norte del municipio en la costa este.

### Demografía
El barrio de Inogbong contaba  en mayo de 2010 con una población de 3111 habitantes.
Linda al norte con los  barrios de Conduaga (Candawaga) y de Ransang  en el municipio vecino de Punta Baja (Rizal), ambos en la costa occidental de la isla, al norte de bahía Marasi; al sur  con la costa, al este de punta Segyam, donde comienza la  ensenada de San Antonio; al este con el bario de  Malis perteneciente al municipio vecino de Punta de Brooke, y al oeste con el barrio de Marangas, sede del municipio.

## Historia
Formaba parte de la provincia española de Calamianes, una de las 35 del archipiélago filipino, en la parte llamada de Visayas. Pertenecía a la audiencia territorial  y Capitanía General de Filipinas, y en lo espiritual a la diócesis de Cebú.
En 1858 la provincia fue dividida en dos provincias: Castilla, Asturias y la isla de Balábac. Este barrio pasa a formar parte de la provincia de Asturias.
En virtud de la Orden Ejecutiva número 232, suscrita por el entonces presidente Elpidio Quirino el 28 de junio de 1949, fue creado el municipio de Punta de Brooke.
Los términos de los actuales municipios de Bataraza, Sofronio Española y partes de los de Punta Baja (Rizal), creado el 14 de abril de 1983 con el nombre de Marcos, y Alfonso XIII (Quezón), creado en 1951, fueron segregados de su término.
El 1 de enero de 1964, a iniciativa del entonces congresista Gaudencio A bordo se promulga la Ley de la República N.º 3425 escrito por la que se divide en dos el municipio de Punta de Brooke. La parte sur se denomina municipio de Bataraza en honor del fallecido Datu Bataraza Narrazid.